# Andrés Aldama
Andrés Aldama, född den 9 april 1956 i Matanzas, Kuba, är en kubansk boxare som tog OS-silver i lättviktsboxning 1976 i Montréal och därefter OS-guld i welterviktsboxning 1980 i Moskva. Aldama besegrade John Mugabi då han vann 1980, och förlorade mot Sugar Ray Leonard då han fick silver 1976.